# 多色金蛛
多色金蛛（学名：Argiope versicolor）为园蛛科金蛛属的动物。分布于马来西亚、加里曼丹、苏门答腊、爪哇以及中国大陆的云南、四川等地，常见于山地林木间、灌木丛、稻田边缘。
其种加词“versicolor”意为“颜色多样的”。